# Husinec (Prachaticei járás)
Husinec település Csehországban, a Prachaticei járásban. Husinec Pěčnov, Chlumany, Prachatice, Dvory, Budkov és Těšovice településekkel határos. Lakosainak száma 1414 fő (2024. január 1.).

## Népesség
A település lakosságának változását az alábbi diagram mutatja:
| Lakosok száma | 1895 | 1856 | 1677 | 1242 | 1327 | 1382 | 1425 | 1451 | 1353 | 1414 |
|               | 1869 | 1900 | 1921 | 1961 | 1980 | 2011 | 2016 | 2019 | 2021 | 2024 |

## Híres emberek
- Itt született Husz János (1369–1415) reformátor, a huszita egyház megalapítója